# Jacques Desportes
Pour les articles homonymes, voir Desportes.
Jacques Desportes, né le 14 novembre 1952, est un coureur cycliste français.

## Biographie
Originaire de Villefranche-sur-Saône,, Jacques Desportes court au plus haut niveau amateur au VC Caladois, à l'ASBM Lyon, au VC Vaulx en Velin, au CR4C Roanne et à l'AC Boulogne-Billancourt. Il remporte notamment le Tour de l'Yonne en 1976. En 1979, il est sélectionné en équipe de France pour les championnats du monde de Fauquemont, où il se classe 17e du contre-la-montre par équipes.
En 2008, il est sacré champion du monde masters de VTT cross-country à Pra-Loup, dans la catégorie des 55-59 ans.

## Palmarès
- Amateur
  - 1974-1981 : 43 victoires
- 1975
  - 3e et 5e étapes de l'Essor breton
  - 2e du Tour de l'Yonne
  - 3e du Grand Prix du Froid Caladois
  - 3e du Grand Prix de France
- 1976
  - Tour de l'Yonne :
    - Classement général
    - 2eb étape

  - 2e de Paris-Épernay
  - 3e de Paris-Auxerre
- 1977
  - Grand Prix du Cru Fleurie
  - 2e du Circuit des Mines
  - 3e du championnat du Lyonnais
- 1978
  - 2e du Grand Prix des Marbriers
  - 2e de Paris-Vailly
  - 2e de Paris-Épernay
  - 3e de Paris-Dreux
- 1979
  - Grand Prix de Vougy
  - Paris-Auxerre
  - 2e de Paris-Troyes
  - 2e de Paris-Barentin
  - 3e de Paris-Épernay
- 1980
  - Grand Prix Mathias
  - Grand Prix de Saint-Symphorien-sur-Coise
  - 2e du Circuit des Monts du Livradois
  - 3e de la Polymultipliée lyonnaise
- 1981
  - 2e du Grand Prix de Vougy
  - 3e du Challenge de la Bresse
- 1982
  - Grand Prix de Saint-Étienne
  - 2e du Tour de Franche-Comté
  - 2e du championnat du Lyonnais
- 1984
  - Grand Prix du Cru Fleurie
  - 2e du Grand Prix du Faucigny
  - 3e du Trophée de la Montagne bourbonnaise
  - 3e du Grand Prix de Cours-la-Ville
  - 3e du Grand Prix de Saint-Symphorien-sur-Coise
- 1985
  - 3e du Grand Prix du Cru Fleurie
- 2008
  -  Champion du monde de cross-country masters (55-59 ans)